# Rullstensås

Rullstensåsar bildades när inlandsisen smälte. 1) Berggrunden, 2) Moränlager, 3) Glaciär som smälter, 4) Rullstensås, 5) Drumliner, 6) Ändmorän, 7) Slättmark efter smältvattensjö, 8) Kamekullar, 9) Dödisgrop.

En rullstensås, sandås  eller grusås är en lång rygg av avrundade stenar, grus och sand som storlekssorterats och avlagrats av isälvar vid inlandsisens smältning.

## Beskrivning

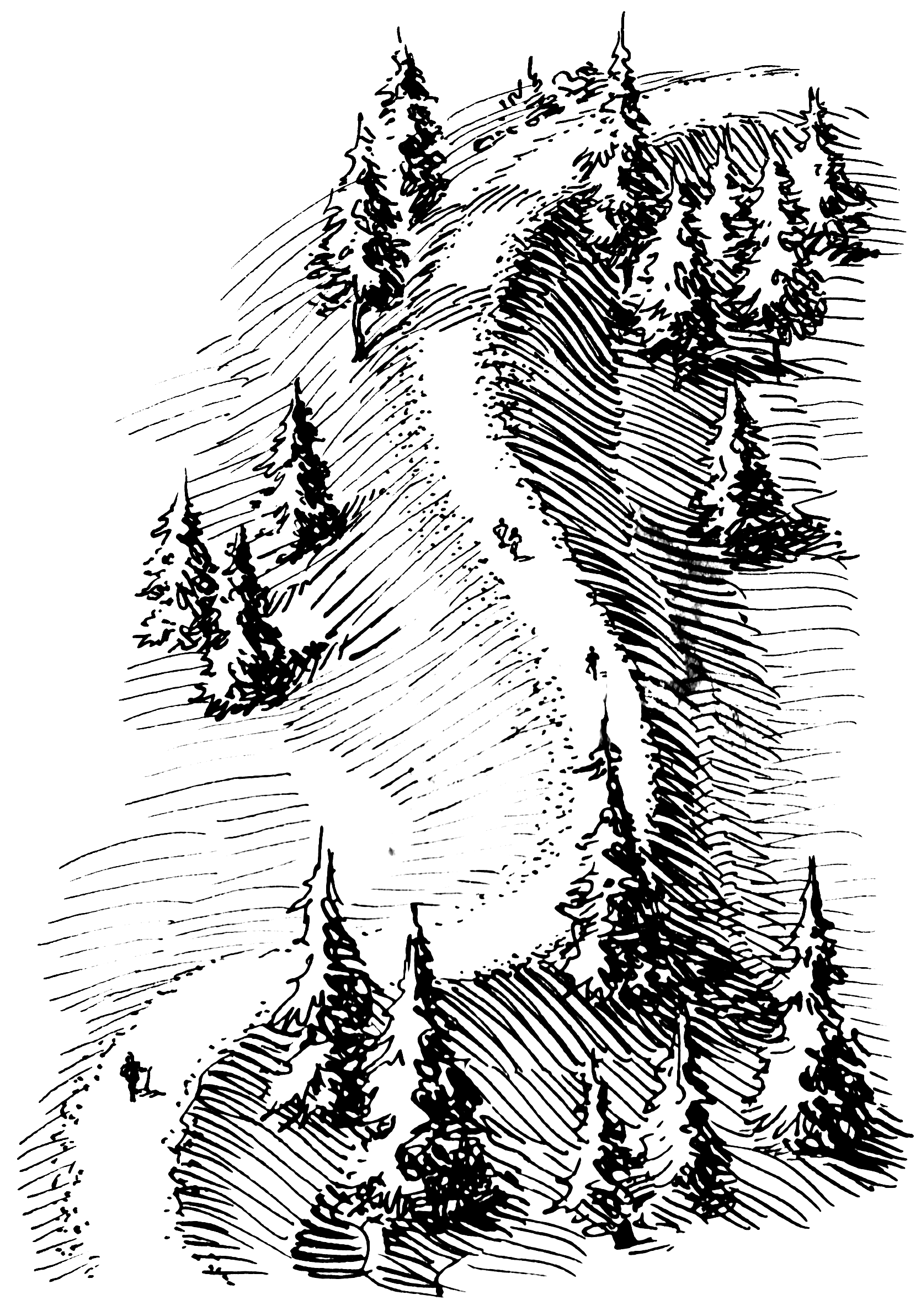
Bild av hur rullstensåsar slingrar sig, med den för medeltiden typiska vägen på toppen.

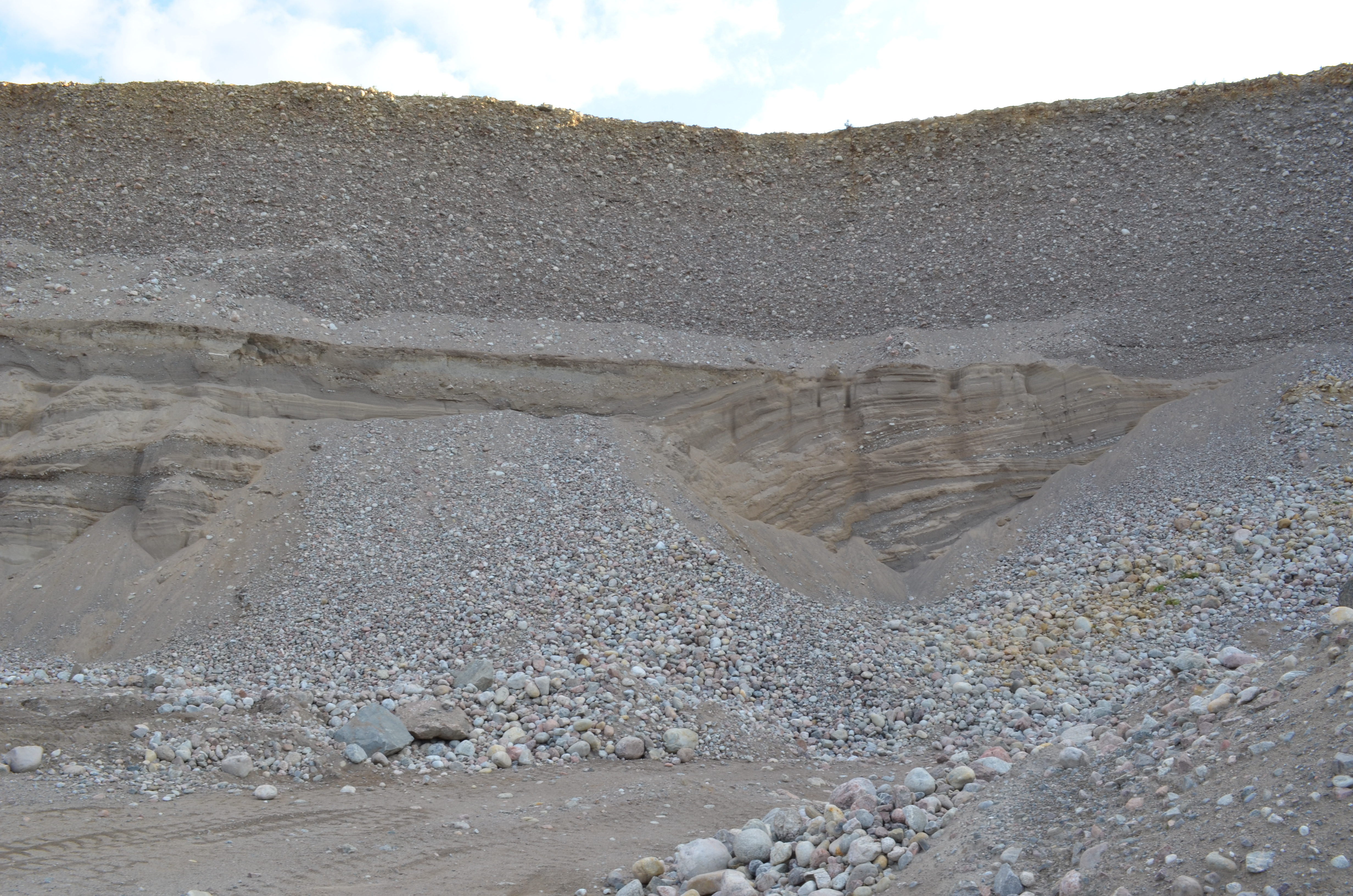
Rullstensås i genomskärning.

I landskap som formats av nedisningar är rullstensåsar markanta inslag, och de kan vara hundratals kilometer långa. Vanligen löper de parallellt med isens avsmältningsriktning, d.v.s. i huvudsak nord–sydligt. Det finns två grundtyper av rullstensåsar, supraakvatiska rullstensåsar och subakvatiska rullstensåsar, beroende på om isälvstunnlarna mynnar ut i en över- eller undervattensmiljö. En subakvatisk rullstensås bildas när en isälv mynnar ut under vattenytan, och kännetecken för denna är att materialet i åsen saknar de finaste kornfraktionerna i själva åsryggen, då dessa fraktioner transporterats längre ut längs åsens sidor, och avsatts där. En supraakvatisk rullstensås bildas när en isälv mynnar ut på land, denna typ av ås är vanligen sämre sorterad än en subakvatisk. 
Den senaste istiden började för cirka 115 000 år sedan. Under dess maximala utbredning täcktes nästan hela Storbritannien och hela Norden samt delar av det kontinentala Europa av inlandsis. Stora och små stenar, grus och sand drogs med i isälvar som forsade fram i isälvstunnlar mellan isen och marken. Där slipades och rundades stenarna mot varandra.
Vid inlandsisens kant strömmade dessa älvar ut genom isälvsmynningar och kom ut i det fria. Strömhastigheten minskade och de stora stenarna sjönk genast till botten. Ju längre ut från mynningen vattnet nådde, desto lugnare blev strömmen och allt finare fraktioner kunde avsättas ovanpå och vid sidan av de grövre. Detta leder till att lagren innehåller grövre material ju längre ned man kommer i rullstensåsen.
En rullstensås har ofta varierande bredd och höjd utefter sin sträckning. Det beror på med vilken hastighet iskanten flyttade sig genom isens rörelse och avsmältning, men även på hur stora mängder vatten och material som isälven transporterade vid varje tidpunkt. Den skandinaviska inlandsisen hade sin största utbredning för cirka 20 000 år sedan och under dess avsmältning bildades rullstensåsarna som tydligt visar hur isälvsmynningarna en gång flyttat sig över landet. De största rullstensåsarna i Sverige finns i östra Svealand.

## Två typer av rullstensåsar
Rullstensåsar får olika former om isälvstunnlarna mynnar ut över eller under vattenytan. De som bildats under vatten får en mjukare form genom erosion av vatten och genom överlagring av finare sediment. De som bildas över högsta kustlinjen har en skarpare profil. De senare kallas getryggar.

## Rullstensåsar i Sverige i urval
- Badelundaåsen
- Enköpingsåsen
- Uppsalaåsen
- Tullingeåsen
- Stockholmsåsen
- Johannishus åsar

## Rullstensåsar i Finland i urval
- Punkaharjuåsen